# Wielozadaniowy Moduł Laboratoryjny

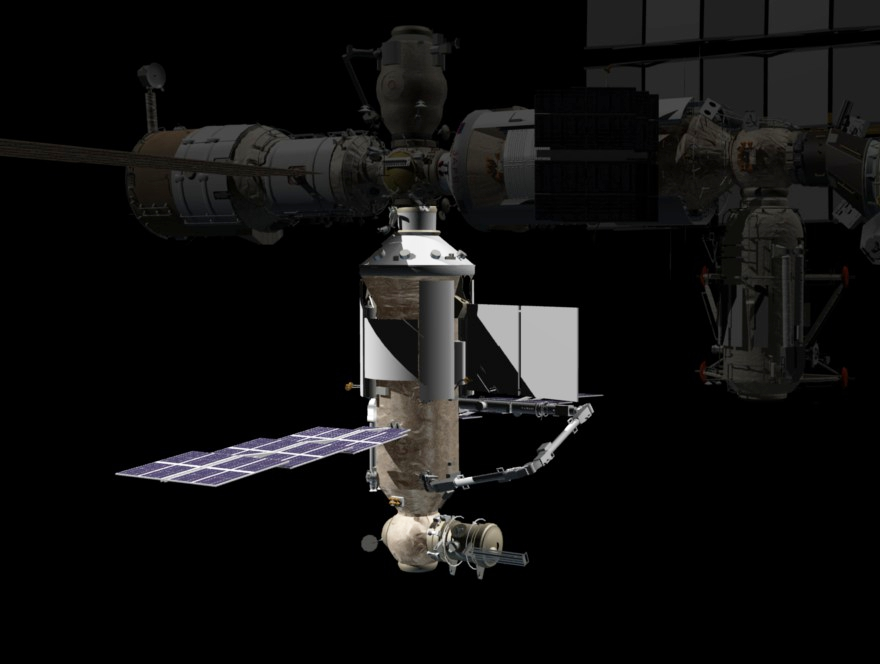
Wizualizacja modułu zadokowanego do Międzynarodowej Stacji Kosmicznej

Wielozadaniowy Moduł Laboratoryjny „Nauka” (MLM, MLM-U ulepszony) (ros. Многоцелевой лабораторный модуль "Наука" – МЛМ, МЛМ-У усовершенствованный, ang. Multipurpose Laboratory Module) – moduł finansowany przez rosyjską agencję Roskosmos, który w 2021 roku został wysłany na orbitę okołoziemską i dołączony do Międzynarodowej Stacji Kosmicznej.

## Historia
Korpus modułu „Nauka” powstał w latach 90 XX w., na podstawie projektu statku transportowego TKS z końca lat 60 XX w. Moduł nazwany wówczas FGB-2 (Blok transportowo-narzędziowy) zbudowało Państwowe Produkcyjno-Badawcze Centrum Kosmiczne im. M. Chruniczewa, jako zapasowy egzemplarz na wypadek utraty modułu FGB „Zaria”. „Zaria” została umieszczona na orbicie w 1998 roku, stając się zaczątkiem Międzynarodowej Stacji Kosmicznej, a ukończony w 80% moduł FGB-2 pozostał na Ziemi. Strona rosyjska proponowała użycie go jako zastępstwo dla amerykańskiego modułu „Destiny”, którego start się opóźniał, ale w 2001 roku i on znalazł się na orbicie. Proponowano też przebudowę FGB-2 na uniwersalny moduł dokujący, ale pomysł został porzucony.
W 2004 roku zadecydowano, że zapasowy moduł zostanie przerobiony na laboratorium dla rosyjskiego segmentu orbitalnego na Międzynarodową Stacją Kosmiczną i wysłany w 2007 roku. Wymagało to gruntownej przebudowy. Prace opóźniły się, termin startu został przełożony na 2009, a następnie 2012 rok. W grudniu 2012 roku moduł trafił z Centrum im. M. Chruniczewa na testy do przedsiębiorstwa RKK Energia.
W 2013 roku w module wykryto szereg usterek. W jednym z zaworów układu napędowego odkryto wyciek, którego przyczyną okazały się metalowe opiłki w przewodach paliwowych. W oficjalnym przeglądzie wskazano, że opiłki powstały wskutek niedotrzymania procedur pracy (nieoficjalnie pojawiła się informacja, że pracownicy byli przekonani, że elementy modułu są przeznaczone do złomowania). Pod koniec roku moduł wrócił do Centrum im. M. Chruniczewa; termin startu przesunięto na 2016.
W 2017 roku takie same metalowe opiłki znaleziono w zbiornikach paliwa modułu. Próby wyczyszczenia nie powiodły się i ostatecznie zdemontowano wszystkie oryginalne przewody i zawory. W 2020 roku jako termin startu wskazywano maj 2021 roku. Po zakończeniu testów moduł był wreszcie gotowy do startu w lipcu 2021 roku.
3 września 2021 r. kosmonauci Oleg Nowickij i Piotr Dubrow ubrani w kombinezony Orłan MKS wyszli w przestrzeń kosmiczną by montować okablowanie na Nauce. 9 września 2021 r. odbyło się drugie wyjście kosmonautów by wykonać podłączenia techniki kosmicznej na MLM. 19 stycznia 2022 roku kosmonauci Anton Szkaplerow i Piotr Dubrow wykonali trzecie wyjście w kosmos, by wykonać instalację między Nauką a Priczałem.
21 listopada 2023 r. zintegrowano śluzę Nauki z rosyjskim segmentem Międzynarodowej Stacji Kosmicznej, dokonano tego w dwudziestopięciolecie wysłania Zarii na Międzynarodową Stację Kosmiczną.

## Start
Moduł został ostatecznie wyniesiony na orbitę okołoziemską 21 lipca 2021 roku, o godzinie 16:58 CEST. Rakieta Proton M wyniosła go z kosmodromu Bajkonur w Kazachstanie. Moduł oddzielił się od rakiety, rozłożył anteny komunikacyjne i panele słoneczne.
Wkrótce po starcie pojawiły się problemy z modułem „Nauka”. Nie udało się uruchomić jego głównych silników, ale obsłudze udało się podnieść orbitę z pomocą silników zapasowych. Pojawił się także problem z systemem zbliżania Kurs, który miał posłużyć do bezpiecznego dokowania do stacji.

## Dołączenie do stacji

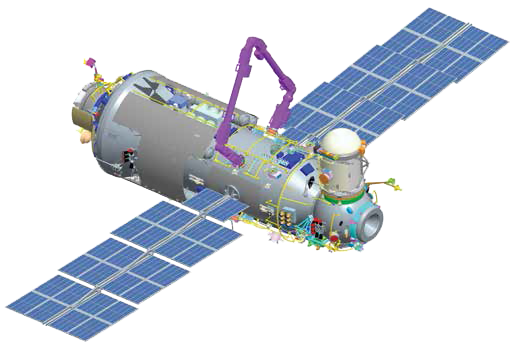
Schemat modułu, widoczne oznaczone na fioletowo ERA

Moduł „Nauka” miał zostać przyłączony do dolnego portu cumowniczego na adapterze modułu „Zwiezda”. Do tego portu od 2001 roku przyłączona była śluza powietrzna „Pirs”. Została ona odłączona i spłonęła w atmosferze ziemskiej wraz ze statkiem transportowym Progress. Ze względu na problemy modułu „Nauka”, odłączenie śluzy zostało przesunięte o kilka dni względem planu. „Nauka” zadokowała do stacji 29 lipca 2021 o 13:29 UTC (15:29 czasu polskiego).
Problemy nie skończyły się po dokowaniu. Kilka godzin po połączeniu z Międzynarodową Stacją Kosmiczną nieoczekiwanie moduł uruchomił silniki, tak, jakby miał się oddalić od stacji, z którą był już połączony. Przyczyną był błędny kod w oprogramowaniu modułu. Wskutek tego utracono kontrolę nad orientacją Międzynarodowej Stacji Kosmicznej, która obróciła się o około 540°. W celu zatrzymania obrotu uruchomiono silniki modułu „Zwiezda” i statku „Progress”. Silniki „Nauki” wyłączyły się po 15 minutach i stacja powróciła do właściwej orientacji.

## Wyposażenie
„Nauka” to największy moduł w rosyjskim segmencie orbitalnym Międzynarodowej Stacji Kosmicznej. Służy głównie jako laboratorium, ma także śluzę powietrzną pozwalającą prowadzenie spacerów kosmicznych. W module znajduje się instalacja sanitarna i system regeneracji powietrza, może także w nim spać jeden kosmonauta.
Do badań laboratoryjnych moduł Nauka udostępnia ponad 30 uniwersalnych stanowisk pracy (URM). Wysoki stopień automatyzacji MLM-U Nauka zmniejszy liczbę kosztownych spacerów kosmicznych – wiele operacji poza pokładem będzie można wykonać bez opuszczania stacji. Na zewnątrz modułu będzie 13 zewnętrznych uniwersalnych stanowisk pracy (URM-N) oraz manipulator ERA w celu zautomatyzowanej obsługi bądź konserwacji. W przedziale hermetycznym Nauki zorganizowano 20 wewnętrznych uniwersalnych stanowisk pracy (URM-W). URM-W zawierają: cztery stanowiska z wysuwanymi półkami, w tym z komorą rękawicową, ramę z automatyczną obracaną platformą antywibracyjną, stanowisko z iluminatorem o średnicy 426 mm do prowadzenia obserwacji wzrokowych, instrumentalnych i innych
Wraz z „Nauką” do stacji dotarło Europejskie Ramię Robotyczne (ang. European Robotic Arm, ERA), które obsługuje rosyjską część Międzynarodowej Stacji Kosmicznej, pracując na zewnątrz. W listopadzie 2021 roku do dolnego doku MLM-U przyłączono nowy moduł łącznikowy „Priczał”.